# Bromssköld
En bromssköld är en plåt av metall som på många bilmodeller med skivbromsar sitter monterad innanför bromsskivan för att förhindra att skräp och smuts når denna och vållar problem.